# Rhagonycha
Genre
Rhagonycha est un genre d'insectes coléoptères de la famille des Cantharidae originaire d'Europe et parfois d'Asie mineure.

## Liste d'espèces
- Rhagonycha addenda  Dahlgren, 1972
- Rhagonycha aetolica  (Kiesenwetter, 1852)
- Rhagonycha aliena  Dahlgren, 1972
- Rhagonycha andalusica  Dahlgren, 1975
- Rhagonycha angulatocollis  Costa, 1858
- Rhagonycha approximana  (Fairmaire, 1884)
- Rhagonycha atra  (Linnaeus, 1767)
- Rhagonycha balcanica  Pic, 1901
- Rhagonycha bohaci Svihla, 1990
- Rhagonycha chevrolati  Marseul, 1864
- Rhagonycha chlorotica  Gene, 1839
- Rhagonycha complicans  Dahlgren, 1979
- Rhagonycha confusa  Dahlgren, 1975
- Rhagonycha corcyrea  Pic, 1901
- Rhagonycha cruentata  (Reiche, 1862)
- Rhagonycha decorata  Pic, 1912
- Rhagonycha diversipes  Pic, 1905
- Rhagonycha divisa  Dahlgren, 1972
- Rhagonycha drienensis  Dahlgren, 1978
- Rhagonycha elongata  (Fallén, 1807)
- Rhagonycha falcifera  Dahlgren, 1972
- Rhagonycha femoralis  (Brullé, 1832)
- Rhagonycha fugax  Mannerheim, 1843
- Rhagonycha fulva  (Scopoli, 1763)
- Rhagonycha fulvaliena  Svihla, 1995
- Rhagonycha fuscitibia  Rey, 1891
- Rhagonycha galiciana  Gougelet, 1859
- Rhagonycha gallica  Pic, 1923
- Rhagonycha genistae  Kiesenwetter, 1865
- Rhagonycha gilvipennis  (Rosenhauer, 1856)
- Rhagonycha helleni  Dahlgren, 1968
- Rhagonycha herbea  Marseul, 1864
- Rhagonycha hesperica  Baudi, 1859
- Rhagonycha hispanica  Pic, 1932
- Rhagonycha iberica  Dahlgren, 1975
- Rhagonycha interposita  Dahlgren, 1978
- Rhagonycha kefallinica  Dahlgren, 1975
- Rhagonycha kiesenwetteri  (Marseul, 1864)
- Rhagonycha kubanensis  Pic, 1900
- Rhagonycha kuleghana  (Marseul, 1868)
- Rhagonycha lignosa  (O.F. Müller, 1764)
- Rhagonycha lutea  (O.F. Müller, 1764)
- Rhagonycha macedonica  Dahlgren, 1985
- Rhagonycha machulkai  Svihla, 1993
- Rhagonycha maculicollis  Märkel, 1851
- Rhagonycha martini  Pic, 1908
- Rhagonycha meridionalis  Dahlgren, 1975
- Rhagonycha milleri  Kiesenwetter, 1860
- Rhagonycha morio  Kiesenwetter, 1851
- Rhagonycha neglecta  Dahlgren, 1975
- Rhagonycha nevadensis  Svihla, 1995
- Rhagonycha nigriceps  (Waltl, 1838)
- Rhagonycha nigricollis  Motschulsky, 1849
- Rhagonycha nigripes  W. Redtenbacher, 1842
- Rhagonycha nigritarsis  Brullé, 1832
- Rhagonycha nigriventris  Motschulsky, 1860
- Rhagonycha nigrosuta  Fiori, 1899
- Rhagonycha nitida  Baudi, 1859
- Rhagonycha notaticollis  Rosenhauer, 1856
- Rhagonycha opaca  Mulsant, 1862
- Rhagonycha ornaticollis  Marseul, 1864
- Rhagonycha patricia  Kiesenwetter, 1865
- Rhagonycha pedemontana  Baudi, 1871
- Rhagonycha plagiella  Marseul, 1864
- Rhagonycha quadricollis  Kiesenwetter, 1852
- Rhagonycha querceti  Kiesenwetter, 1865
- Rhagonycha rambouseki  Svihla, 1993
- Rhagonycha rorida  Kiesenwetter, 1867
- Rhagonycha sareptana  Marseul, 1868
- Rhagonycha similata  Dahlgren, 1976
- Rhagonycha straminea  Kiesenwetter, 1859
- Rhagonycha striatofrons  Dahlgren, 1972
- Rhagonycha testacea  (Linnaeus, 1758)
- Rhagonycha translucida  (Krynicky, 1832)
- Rhagonycha tripunctata  (Reiche, 1857)
- Rhagonycha varians  (Rosenhauer, 1856)
- Rhagonycha vicina  Baudi, 1871
- Rhagonycha viduata  (Kuester, 1854)